# 146 Lucina
Lucina /luːˈsaɪnə/ (định danh hành tinh vi hình: 146 Lucina) là một tiểu hành tinh lớn và tối ở vành đai chính. Thành phần cấu tạo của nó là cacbonat. Ngày 8 tháng 6 năm 1875, nhà thiên văn học người Pháp Alphonse L. N. Borrelly phát hiện tiểu hành tinh Lucina khi ông thực hiện quan sát tại Đài thiên văn Marseille và đặt tên nó theo tên Lucina, nữ thần bảo trợ việc sinh con trong thần thoại La Mã.
Cho tới nay đã có 2 lần Lucina che khuất một ngôi sao được quan sát thấy vào năm 1982 và 1989. Trong lần che khuất thứ nhất, có một vệ tinh nhỏ đường kính 0,6 km đã được dò tìm ra. Bằng chứng về vệ tinh này lại xuất hiện năm 2003, căn cứ trên các đo đạc thiên văn.